# Jagoda Kaloper
Jagoda Kaloper, född 19 juni 1947 i Zagreb, död 1 oktober 2016 i Wien, var en kroatisk konstnär och skådespelare. Hennes internationellt mest kända filmroll är som den sexuellt frigjorda kvinnan Jagoda i Dušan Makavejevs film W.R. – Kroppens mysterier (1971). Hennes främsta filmroller var från 1960- och 1970-talens jugoslaviska filmer; senare koncentrerade hon sig på sin karriär som konstnär.
Kaloper studerade vid Konstakademin i Zagreb och debuterade 1965 i filmen Ključ. År 1970 hade hon den kvinnliga huvudrollen i filmen Lisice som regisserades av Krsto Papić. Kalopers sista roll i en långfilm var en biroll i Druzba Isusova, en kroatisk film från 2004 om jesuiter på 1600-talet. År 2005 rankades hon på åttonde plats i en lista över alla tiders kvinnliga kroatiska filmstjärnor i den kroatiska filmtidskriften Hollywood. Kaloper spelade huvudrollen i Ivana Škrabalos 15 minuter långa kortfilm Sretan rođendan, Marija (2011).
Den kroatiska tidningen Jutarnji list påstod 2007 i en artikel att Kaloper hade avlidit 2000. Den felaktiga informationen härstammade ursprungligen från Wikipedia. Kaloper avled 2016 efter en kort tids sjukdom.